# Lars Fredrik Lind
Lars Fredrik Lind, född 11 januari 1750 i Växjö, Kronobergs län, död 2 juni 1805, var en svensk ämbetsman.

## Biografi
Lars Fredrik Lind föddes 1750 i Växjö. Han var son till borgmästaren Anders Lind i Växjö och Hedvig Billmark.
Lind blev häradshövding i Gotlands södra domsaga 1781. Han var lagman i Ångermanlands och Västerbottens lagsaga från 1795 till sin död 1805. Han var även borgmästare i Härnösands stad 1802.